# هانده
هانده (ترکی استانبولی: Hande؛ از فارسی خنده) نامی زنانه در ترکیه است.

## افراد
- هانده آتایزی، خوانندهٔ اهل ترکیه
- هانده بالادین، بازیکن والیبال اهل ترکیه
- هانده دوغان‌دمیر، بازیگر اهل ترکیه
- هانده ارچل، بازیگر اهل ترکیه
- هانده سورال، بازیگر اهل ترکیه
- هانده سوباشی، بازیگر اهل ترکیه
- هانده ینر، خوانندهٔ اهل ترکیه